# Selección femenina de voleibol de Dinamarca
La selección femenina de voleibol de Dinamarca representa a Dinamarca en voleibol femenino en las competiciones internacionales organizadas por la Confederación Europea de Voleibol (CEV), la Federación Internacional de Voleibol (FIVB) o el Comité Olímpico Internacional (COI). Está regida por la Dansk Volleyball Forbund.

## Participaciones

### Campeonato Europeo
| Año    | Resultado    | Pos.         | Pdos.        | Pdos.        | Pdos.        | Sets         | Sets         | Pts.         | Pts.         |
| Año    | Resultado    | Pos.         | PJ           | G            | P            | G            | P            | G            | P            |
| ------ | ------------ | ------------ | ------------ | ------------ | ------------ | ------------ | ------------ | ------------ | ------------ |
| 1949   | No participó | No participó | No participó | No participó | No participó | No participó | No participó | No participó | No participó |
| 1958   | No participó | No participó | No participó | No participó | No participó | No participó | No participó | No participó | No participó |
| 1963   | 9° al 13°    | 13°          | 7            | 0            | 7            | 2            | 21           | 120          | 337          |
| 1967   | No participó | No participó | No participó | No participó | No participó | No participó | No participó | No participó | No participó |
| 1971   | 13° al 18°   | 16°          | 7            | 2            | 5            | 7            | 15           | 195          | 296          |
| 1975   | No participó | No participó | No participó | No participó | No participó | No participó | No participó | No participó | No participó |
| / 2019 | No participó | No participó | No participó | No participó | No participó | No participó | No participó | No participó | No participó |
| Total  | 0 títulos    | 2/31         | 14           | 2            | 12           | 9            | 36           | 315          | 633          |